# Марджиня (Ойтуз, Бакеу)
Марджиня (рум. Marginea) — село у повіті Бакеу в Румунії. Входить до складу комуни Ойтуз.
Село розташоване на відстані 202 км на північ від Бухареста, 45 км на південний захід від Бакеу, 127 км на південний захід від Ясс, 139 км на північний захід від Галаца, 100 км на північний схід від Брашова.

## Населення
За даними перепису населення 2002 року у селі проживали 705 осіб, усі — румуни. Рідною мовою 704 особи (99,9%) назвали румунську.